# فرانك تروي
فرانك تروي (بالإنجليزية: Frank Troy)‏ هو نقابي وسياسي أسترالي، ولد في 13 أكتوبر 1877 في أستراليا، وتوفي في 7 يناير 1953 في نفس البلد. حزبياً، نشط في حزب العمال الأسترالي ‏. وقد انتخب عضو الجمعية التشريعية لأستراليا الغربية.